# Wittelbee Conservation Park
Wittelbee Conservation Park är en park i Australien. Den ligger i delstaten South Australia, omkring 540 kilometer nordväst om delstatshuvudstaden Adelaide.
Trakten är glest befolkad. Närmaste större samhälle är Ceduna, omkring 11 kilometer nordväst om Wittelbee Conservation Park.
Stäppklimat råder i trakten. Genomsnittlig årsnederbörd är 309 millimeter. Den regnigaste månaden är juni, med i genomsnitt 58 mm nederbörd, och den torraste är oktober, med 7 mm nederbörd.